# José Faria
José Faria (en árabe: مهدى فاريا‎) (Río de Janeiro, 26 de abril de 1933 - Rabat, 8 de octubre de 2013) fue un entrenador y jugador de fútbol profesional que jugaba en la posición de extremo.

## Biografía
José Faria debutó como futbolista profesional con el Bonsucesso FC. Tras jugar posteriormente con el Fluminense FC y con el Bangu AC se retiró como futbolista profesional en 1960 tras haber conseguido la International Soccer League. Tras ocho años, José Faria fue fichado por el Fluminense FC para que se hiciera cargo del equipo juvenil. Después de once años, fue la selección de fútbol sub-19 de Catar quien se hizo con los servicios del entrenador sustituyendo a Evaristo de Macedo. Posteriormente entrenó al Al-Sadd SC y al FAR Rabat. En 1983 fichó por la selección de fútbol de Marruecos. Además disputó la Copa Mundial de Fútbol de 1986, llevando a la selección a la segunda ronda del torneo, algo que ninguna selección Africana había conseguido hasta el momento. Durante su estancia en la selección, el Inter de Milán se quiso hacer con el entrenador, pero Faria rechazó la propuesta. Finalmente en 1988 dejó la selección y tras siete años inactivo fichó por el Olympique Khouribga, último equipo al que entrenó, dejando el cargo en 1997.
José Faria falleció el 8 de octubre de 2013 en Rabat a los 80 años de edad tras una larga enfermedad crónica.

## Clubes

### Como futbolista
| Club          | País   | Año       |
| ------------- | ------ | --------- |
| Bonsucesso FC | Brasil | ¿? - ¿?   |
| Fluminense FC | Brasil | ¿? - ¿?   |
| Bangu AC      | Brasil | ¿? - 1960 |

### Como entrenador
| Club                                | País      | Año         |
| ----------------------------------- | --------- | ----------- |
| Fluminense FC (juvenil)             | Brasil    | 1968 - 1979 |
| Selección de fútbol sub-19 de Catar | Catar     | 1979        |
| Al-Sadd SC                          | Catar     | 1979 - 1982 |
| FAR Rabat                           | Marruecos | 1983 - 1988 |
| Selección de fútbol de Marruecos    | Marruecos | 1983 - 1988 |
| Olympique Khouribga                 | Marruecos | 1995 - 1997 |

## Palmarés

### Como futbolista
Bangu AC
- International Soccer League: 1960

### Como entrenador
Al-Sadd SC
- Liga de Catar (2): 1980 y 1981
- Copa del Emir de Catar: 1982
- Copa del Jeque Jassem (3): 1979, 1980 y 1982

FAR Rabat
- Liga marroquí (2): 1984 y 1987
- Copa de Marruecos (3): 1984, 1985 y 1986
- Liga de Campeones de la CAF (1): 1985

Olympique Khouribga
- Recopa Árabe: 1996